# Geografia do Malawi
O Malawi é um país interior da África do Oeste Limita-se ao norte e a nordeste com a Tanzânia, ao sul, este e sudoeste com Moçambique e ao oeste com a Zâmbia. 
O traço mais marcante da sua geografia é o lago Malawi ou Niassa, terceiro mais extenso de África, que ocupa cerca de um quarto do país, com aproximadamente 31000 km², dividindo-o com Moçambique e fazendo a fronteira com a Tanzânia.
O relevo varia entre as planícies do rio Shire, que origina-se no Lago Niassa e desagua no rio Zambeze, já em território moçambicano, e planaltos desde a fronteira ocidental com a Zâmbia às proximidades da margem ocidental do Lago Niassa. Uma cadeia montanhosa estende-se de norte ao centro-oeste do país, com elevações entre 1000 e 2000 metros, que correspondem as montanhas que seguem o Vale do Rift da África Oriental. Na porção sudeste do país, a leste do vale do rio Shire, ergue-se o maciço de Mulanje (também pertencente às cadeias marginais do Vale do Rift) com o pico Sapitwa que, com 3002 m de altitude, é o ponto mais elevado do país.
O clima é tropical na região central até ao norte, com uma temperatura média anual de 30 °C, e mais ameno (clima temperado) ao sul, sob influência das correntes de ar frio (no inverno) do sul do continente africano, com estações do ano mais bem definidas que o centro-norte do país.

## Pontos extremos
- Norte: n/d
- Sul: rio Shire na fronteira com Moçambique (igualmente o ponto mais baixo) 17° 08′ 00″ S, 35° 17′ 00″ L
- Este: ponto na fronteira com Moçambique 14° 53′ 00″ S, 35° 55′ 00″ L
- Oeste:
- Altitude máxima: Sapitwa 3002 m 15° 56′ 00″ S, 35° 36′ 00″ L
- Altitude mínima: rio Shire na fronteira com Moçambique 17 m (parte do extremo sul) 17° 08′ 00″ S, 35° 17′ 00″ L